# Plage Mar Bella
La plage Mar Bella ou plage de la Mar Bella (en catalan et officiellement platja de la Mar Bella) est une plage située à Barcelone dans le district de Sant Martí. Elle fait quelque 500 mètres de long et a été créée aussitôt après la rénovation urbanistique réalisée à la suite des Jeux olympiques de Barcelone 1992.
Cette plage dispose d'un espace réservé aux nudistes. Également, elle offre des espaces de bar-discothèque nocturne pendant la période estivale destinés au tourisme homosexuel, où les nuits d'été se célèbrent diverses fêtes. 

## Galerie

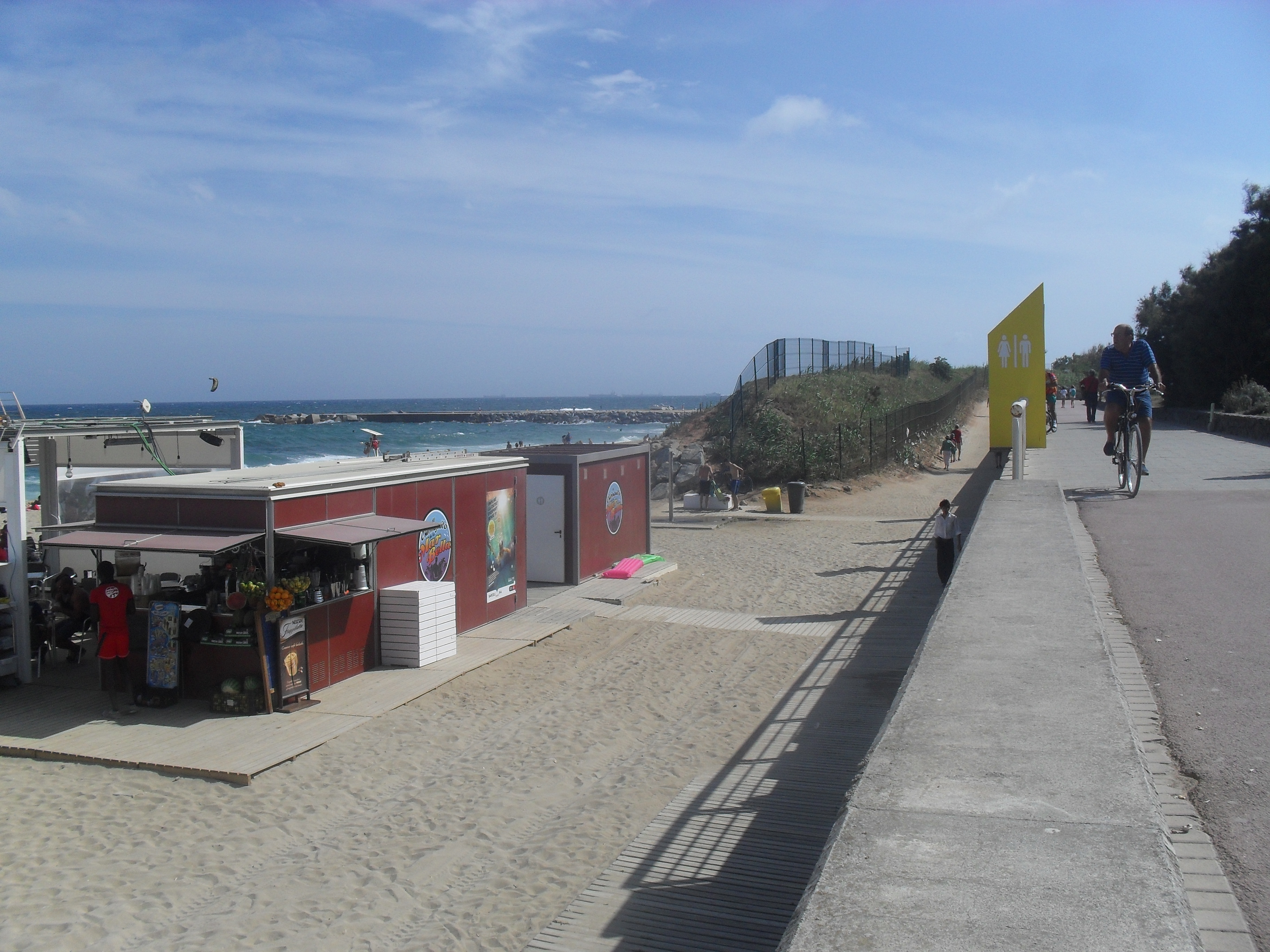
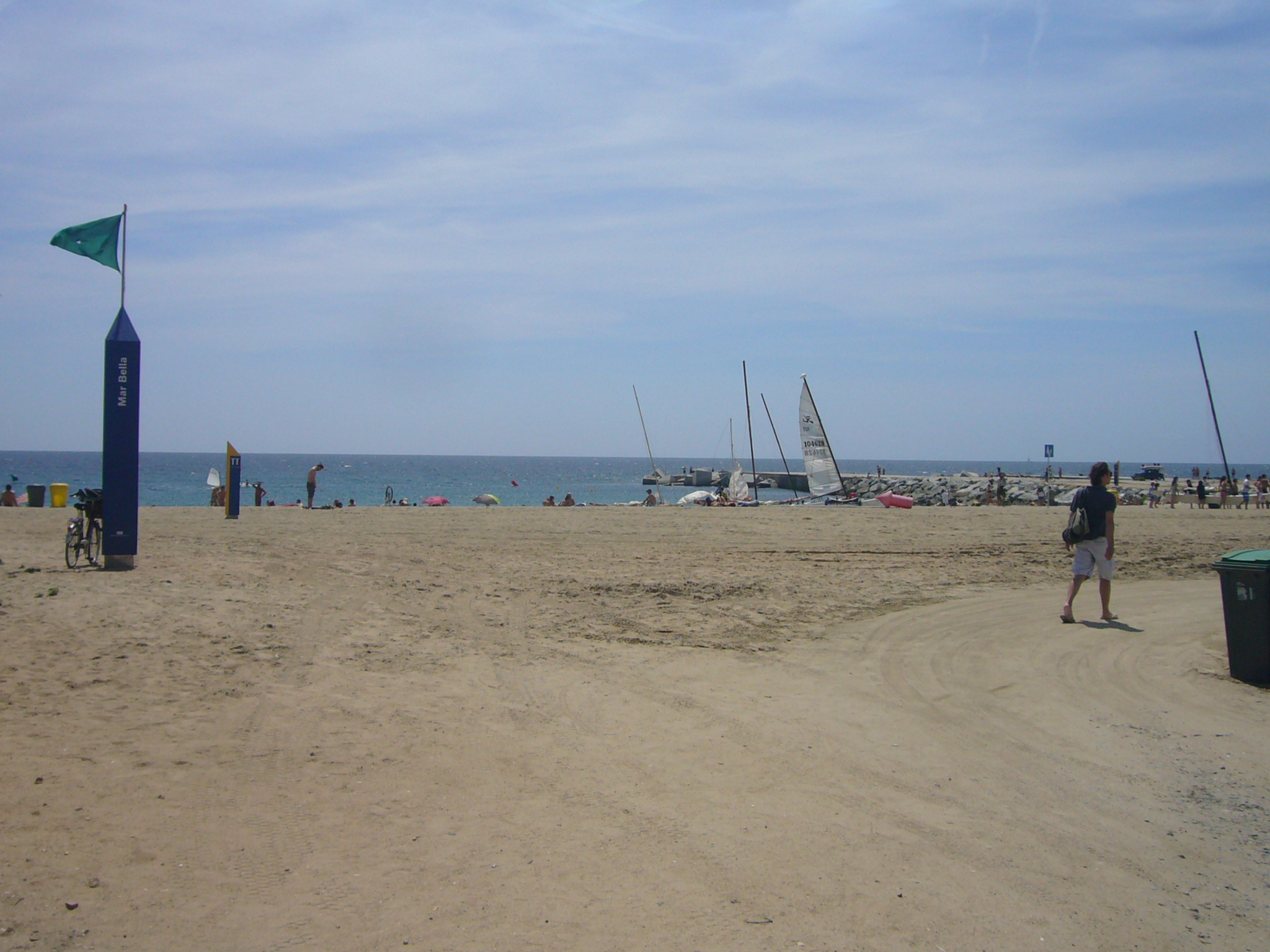
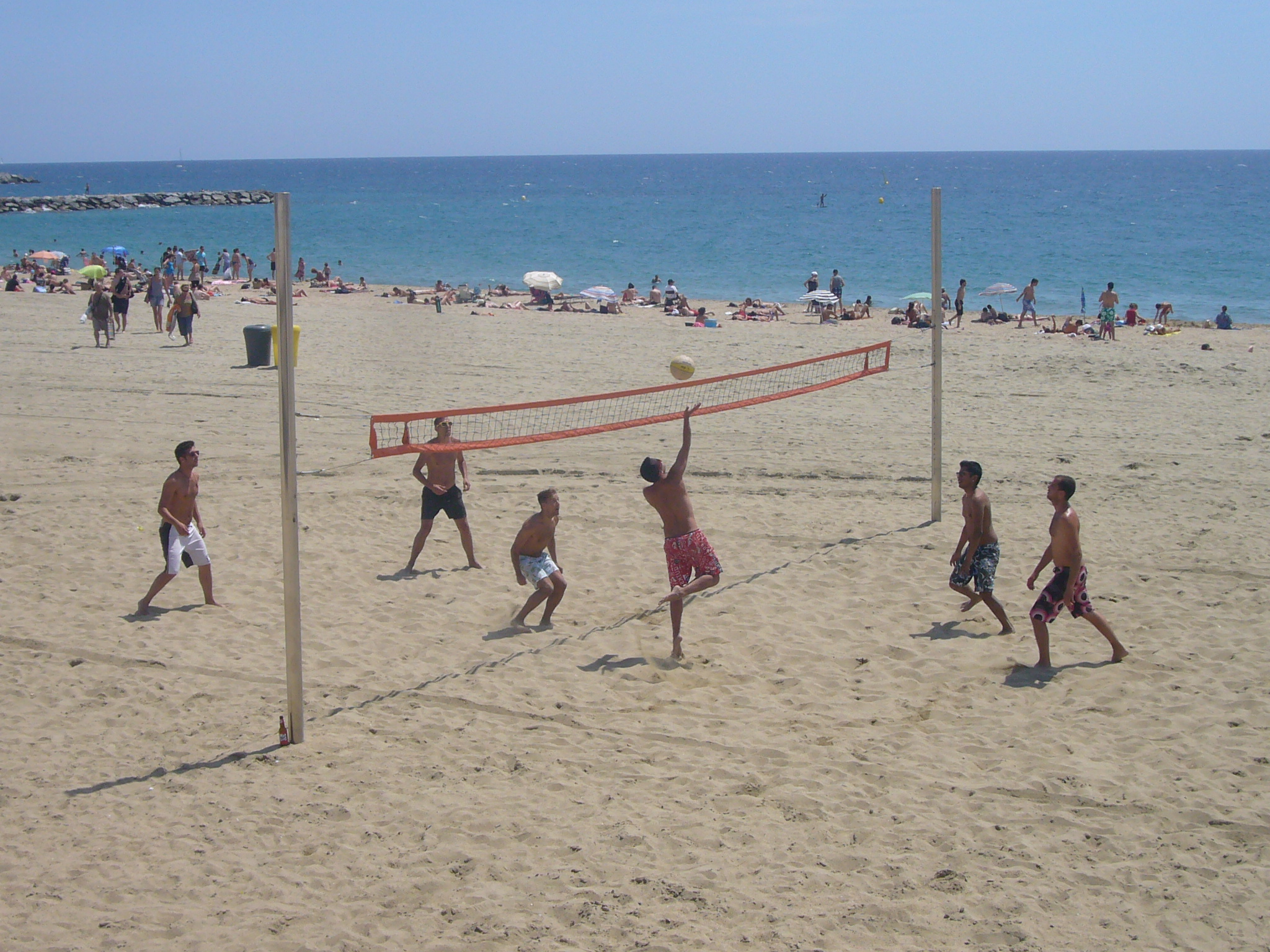

Plages de Barcelone

## Sources
- (ca) Cet article est partiellement ou en totalité issu de l’article de Wikipédia en catalan intitulé « Platja de la Mar Bella » (voir la liste des auteurs).

## Source de traduction
- (es) Cet article est partiellement ou en totalité issu de l’article de Wikipédia en espagnol intitulé « Playa Mar Bella » (voir la liste des auteurs).